# Фрісхепален
Фрісхепален (нід. Frieschepalen, фриз. Fryske Peallen) — село в нідерландській провінції Фрисландія. Входить до муніципалітету Опстерланд.
Його площа становить 4,42км², а населення станом на 2021 рік складало 1 015 осіб.
Перша згадка про населений пункт датується 1622 роком.

## Галерея

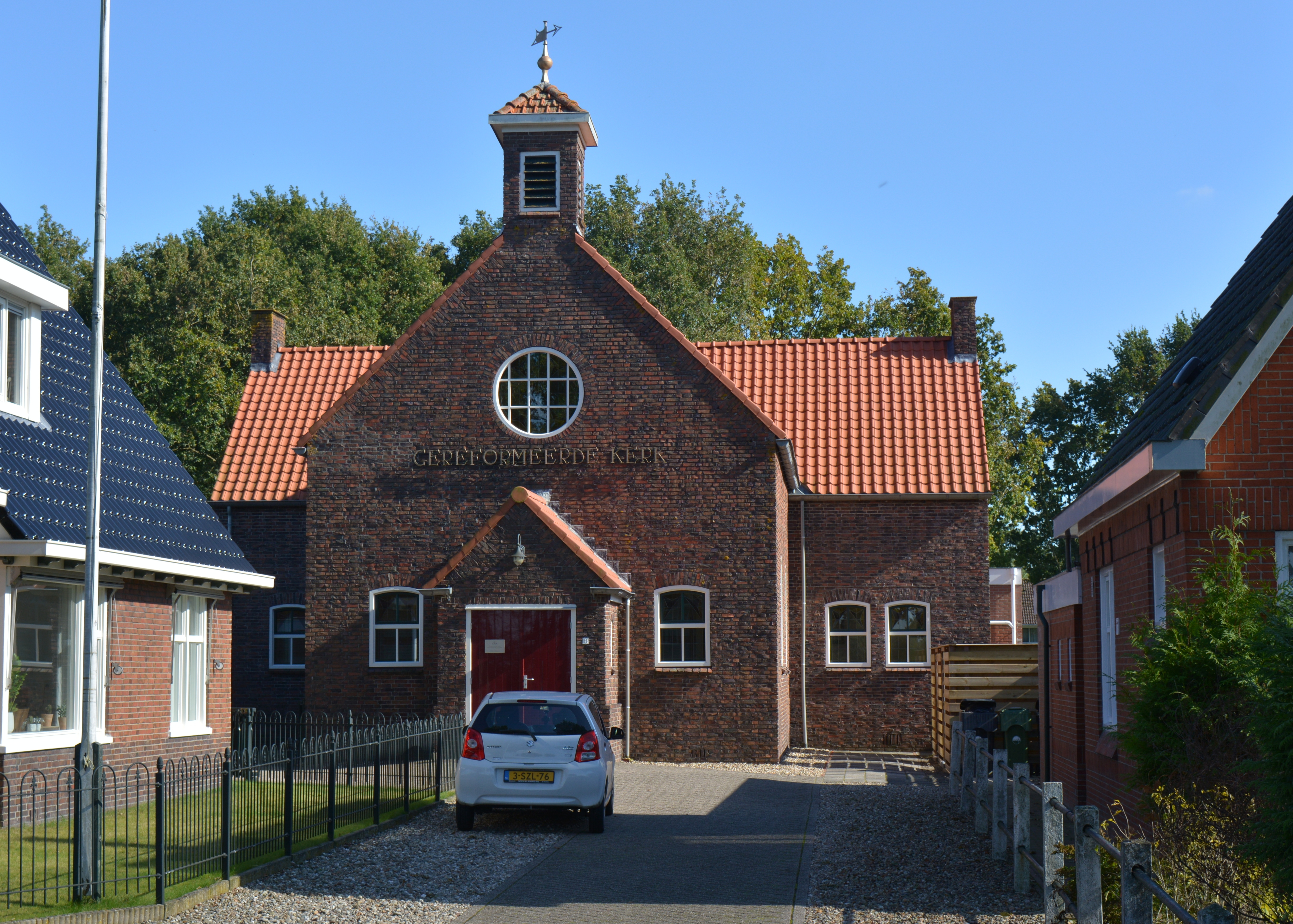
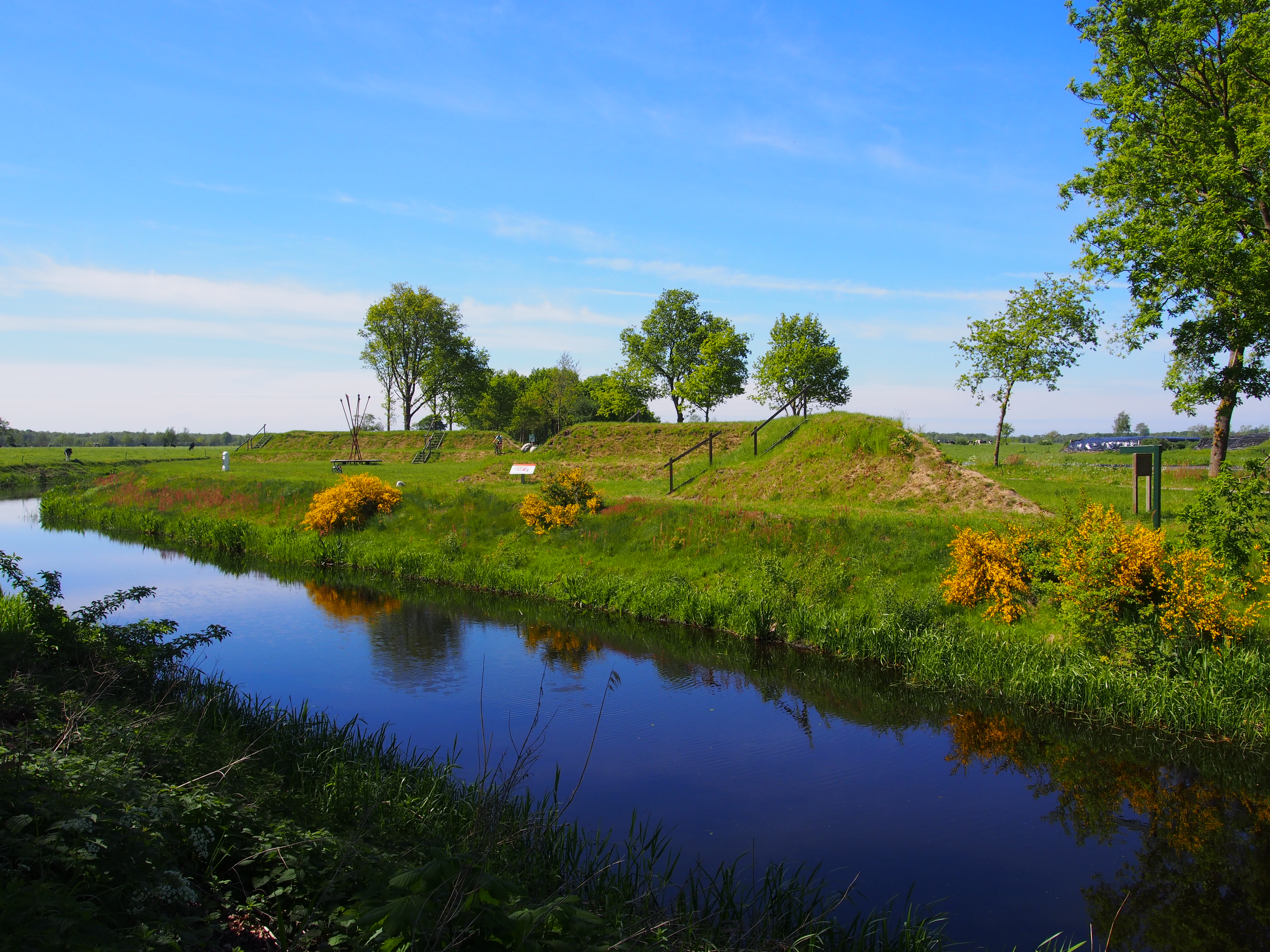